# ホセ・ルイス・ロペス
ホセ・ルイス・ロペス（José Luis López、1973年5月28日 - ）は、メキシコのプロボクサー。ドゥランゴ州ドゥランゴ出身。元WBO世界ウェルター級王者。

## 来歴
1989年1月1日、ロペスはプロデビューを果たし4回判定勝ちで白星でデビューを飾った。
1990年8月3日、ホセ・ルイス・バルタザールと対戦し4回KO勝ち。
1991年9月20日、ヘスス・モーガン・ヘルナンデスと対戦し5回TKO勝ち。
1993年12月10日、メキシコウェルター級王者レネ・フランシスコ・エレーラと対戦し12回1-2の判定負けで王座獲得に失敗した。
1994年3月25日、レネ・フランシスコ・エレーラと再戦し12回3-0の判定勝ちで王座獲得に成功した。
1994年10月14日、アルツロ・ロペスと対戦し2回KO勝ちで初防衛に成功した。
1995年8月4日、ガブリエル・メンドーサと対戦し4回TKO勝ちで2度目の防衛に成功した。
1996年4月13日、リバプールのエバートン・パーク・スポーツ・センターでWBO世界ウェルター級王者イーモン・ローランと対戦。初回に3度ダウンを奪って試合終了。ウェルター級世界戦最短KOとなる初回51秒TKO勝ちで王座獲得に成功した。
1996年10月6日、後のIBF世界スーパーウェルター級王者ルイス・ラモン・カンパスと対戦。2回にコンビネーションからの左アッパーでカンパスからキャリア初のダウンを奪うなど優勢に試合を進め、5回終了時棄権で初防衛に成功した。
その後WBO世界ウェルター級王座を返上した。
1997年3月25日、元WBC世界ウェルター級王者ホルヘ・バカと対戦し6回58秒TKO勝ち。
1997年6月7日、元WBA世界ウェルター級王者アーロン・デイヴィスと対戦し10回2-0(96-94、95-94、95-95)の判定勝ち。
1997年10月17日、WBA世界ウェルター級王者アイク・クォーティと対戦し12回0-1(114-114、113-113、112-116)の判定で引き分けに終わり王座獲得に失敗した。
その後再戦指令がWBAから出るもクォーティはオスカー・デ・ラ・ホーヤとの対戦を優先したため再戦は実現しなかった。
1998年5月9日、元WBO世界スーパーライト級王者サミー・フエンテスと対戦し2回2分18秒TKO勝ちを収めフエンテスに引導を渡した。
1998年12月5日、WBA世界ウェルター級王者ジェームス・ペイジと対戦し12回0-3(111-116、112-115、111-115)の判定負けで王座獲得に失敗した。
2005年10月14日、ヴィンロイ・バレットと対戦し10回3-0の判定勝ち。
2010年12月18日、グアダルペ・ロドリゲスと対戦し初回2分KO勝ちを最後に現役を引退した。

## 獲得タイトル
- メキシコウェルター級王座
- 第5代WBO世界ウェルター級王座（防衛0）